# Coprosma wollastonii
Coprosma wollastonii är en måreväxtart som beskrevs av Herbert Fuller Wernham. Coprosma wollastonii ingår i släktet Coprosma och familjen måreväxter.

## Underarter
Arten delas in i följande underarter:
- C. w. epiphytica
- C. w. novoguineensis
- C. w. wollastonii